# Liste des planètes mineures non numérotées découvertes en juin 2011
Pour un article plus général, voir Liste des planètes mineures non numérotées découvertes en 2011.
Pour un article plus général, voir Liste des planètes mineures.
Cet article dresse la liste des planètes mineures (astéroïdes, centaures, objets transneptuniens et assimilés) non numérotées découvertes en juin 2011 dans l'ordre de leur découverte.
Au 15 janvier 2025, 661 077 des 1 434 993 planètes mineures répertoriées par le Centre des planètes mineures ne sont pas encore numérotées, soit 46,07 %.

## Rappel concernant la désignation provisoire
La désignation provisoire indique l'ordre de découverte de ces objets. En effet, cette désignation est composée de l'année de découverte (par exemple 2011) suivie de la quinzaine (demi-mois) de découverte (p.e. A = 1-15 janvier) puis de l'ordre de découverte dans cette quinzaine. Cet ordre est indiqué par une lettre et éventuellement un chiffre comme suit : A pour la première découverte, B pour la deuxième, ..., Z pour la 25e (le I n'est pas utilisé pour éviter la confusion avec 1), A1 pour la 26e, B1 pour la 27e, etc. , Z1 pour la 50e, A2 pour la 51e, B2 pour la 52e, etc. L'ordre de la numérotation ne suit donc pas l'ordre alphanumérique. 2011 AA1 suit ainsi 2011 AZ et précède 2011 AB1.

## Liste

### Du1erau 15 juin
- 2011 LA
- 2011 LH
- 2011 LZ
- 2011 LB1
- 2011 LD1
- 2011 LG1
- 2011 LJ1
- 2011 LX1
- 2011 LD2
- 2011 LN2
- 2011 LO2
- 2011 LS2
- 2011 LT2
- 2011 LW2
- 2011 LY2
- 2011 LZ2
- 2011 LS3
- 2011 LJ5
- 2011 LT5
- 2011 LN6
- 2011 LC7
- 2011 LD7
- 2011 LE7
- 2011 LH7
- 2011 LJ7
- 2011 LB8
- 2011 LC8
- 2011 LG8
- 2011 LH8
- 2011 LL8
- 2011 LN8
- 2011 LO8
- 2011 LR8
- 2011 LY8
- 2011 LD9
- 2011 LH9
- 2011 LJ9
- 2011 LL9
- 2011 LQ9
- 2011 LT9
- 2011 LZ9
- 2011 LE10
- 2011 LK10
- 2011 LO10
- 2011 LP10
- 2011 LV10
- 2011 LB11
- 2011 LD11
- 2011 LE11
- 2011 LC12
- 2011 LG12
- 2011 LZ12
- 2011 LL13
- 2011 LQ13
- 2011 LN15
- 2011 LK16
- 2011 LL16
- 2011 LP16
- 2011 LQ16
- 2011 LS16
- 2011 LZ16
- 2011 LC17
- 2011 LD17
- 2011 LF17
- 2011 LK17
- 2011 LL17
- 2011 LN17
- 2011 LP17
- 2011 LS17
- 2011 LY17
- 2011 LJ18
- 2011 LN18
- 2011 LA19
- 2011 LB19
- 2011 LC19
- 2011 LJ19
- 2011 LK19
- 2011 LV19
- 2011 LX19
- 2011 LZ19
- 2011 LD20
- 2011 LE20
- 2011 LG20
- 2011 LH20
- 2011 LJ20
- 2011 LL20
- 2011 LQ20
- 2011 LU20
- 2011 LX20
- 2011 LY20
- 2011 LZ20
- 2011 LH21
- 2011 LO21
- 2011 LZ21
- 2011 LL22
- 2011 LP23
- 2011 LH24
- 2011 LL24
- 2011 LN24
- 2011 LV24
- 2011 LJ25
- 2011 LN25
- 2011 LB26
- 2011 LQ26
- 2011 LG27
- 2011 LL27
- 2011 LO27
- 2011 LZ27
- 2011 LE28
- 2011 LE29
- 2011 LJ29
- 2011 LK29
- 2011 LP29
- 2011 LV29
- 2011 LC30
- 2011 LD30
- 2011 LS30
- 2011 LY30
- 2011 LC31
- 2011 LE31
- 2011 LF31
- 2011 LG31
- 2011 LJ31
- 2011 LL31
- 2011 LM31
- 2011 LO31
- 2011 LP31
- 2011 LQ31
- 2011 LR31
- 2011 LV31
- 2011 LB32
- 2011 LE32
- 2011 LV32
- 2011 LX32
- 2011 LY32
- 2011 LA33
- 2011 LB33
- 2011 LC33
- 2011 LD33
- 2011 LJ33
- 2011 LK33
- 2011 LN33
- 2011 LO33
- 2011 LP33
- 2011 LR33
- 2011 LU33
- 2011 LV33
- 2011 LW33
- 2011 LX33
- 2011 LZ33
- 2011 LA34
- 2011 LB34
- 2011 LP34
- 2011 LS34
- 2011 LU34
- 2011 LY34
- 2011 LZ34
- 2011 LC35
- 2011 LD35
- 2011 LE35
- 2011 LF35
- 2011 LG35
- 2011 LJ35
- 2011 LK35
- 2011 LO35
- 2011 LP35
- 2011 LR35
- 2011 LS35
- 2011 LT35
- 2011 LU35
- 2011 LV35
- 2011 LW35
- 2011 LA36
- 2011 LB36
- 2011 LF36
- 2011 LG36
- 2011 LH36
- 2011 LK36
- 2011 LM36
- 2011 LO36
- 2011 LP36
- 2011 LR36
- 2011 LS36
- 2011 LT36
- 2011 LU36
- 2011 LV36
- 2011 LW36
- 2011 LX36
- 2011 LY36
- 2011 LZ36
- 2011 LA37
- 2011 LB37
- 2011 LC37
- 2011 LD37
- 2011 LE37
- 2011 LF37
- 2011 LJ37
- 2011 LK37
- 2011 LL37
- 2011 LM37
- 2011 LN37
- 2011 LO37
- 2011 LP37
- 2011 LQ37

### Du 16 au 30 juin
- 2011 MC
- 2011 MD
- 2011 ME
- 2011 MF
- 2011 MJ
- 2011 MK
- 2011 ML
- 2011 MO
- 2011 MT
- 2011 MV
- 2011 MW
- 2011 MX
- 2011 MY
- 2011 MG1
- 2011 MJ1
- 2011 MS1
- 2011 MT1
- 2011 MU1
- 2011 MW1
- 2011 MY1
- 2011 MD2
- 2011 MF2
- 2011 MR2
- 2011 MW2
- 2011 MX2
- 2011 MY2
- 2011 MZ2
- 2011 MQ3
- 2011 MR3
- 2011 MS3
- 2011 MU3
- 2011 MV3
- 2011 MJ4
- 2011 MM4
- 2011 MN4
- 2011 MO4
- 2011 ME5
- 2011 MD6
- 2011 MN6
- 2011 MV7
- 2011 MN8
- 2011 MZ8
- 2011 MK9
- 2011 MM9
- 2011 MP9
- 2011 MS9
- 2011 MU9
- 2011 MX9
- 2011 MF10
- 2011 MY10
- 2011 ML11
- 2011 ML12
- 2011 MN12
- 2011 MP12
- 2011 MQ12
- 2011 MT12
- 2011 MU12
- 2011 MW12
- 2011 MX12
- 2011 MY12
- 2011 MK13
- 2011 ML13
- 2011 MM13
- 2011 MN13
- 2011 MU13
- 2011 MV13
- 2011 MW13
- 2011 MX13
- 2011 MY13
- 2011 MA14
- 2011 MB14
- 2011 MD14
- 2011 MF14
- 2011 MH14
- 2011 MJ14
- 2011 MK14
- 2011 MO14
- 2011 MP14
- 2011 MQ14
- 2011 MU14
- 2011 MX14
- 2011 MY14
- 2011 MZ14
- 2011 MA15
- 2011 MC15
- 2011 MD15
- 2011 MF15
- 2011 MG15
- 2011 MM15
- 2011 MO15
- 2011 MP15
- 2011 MR15
- 2011 MS15
- 2011 MT15
- 2011 MU15
- 2011 MV15
- 2011 MX15
- 2011 MY15
- 2011 MZ15
- 2011 MB16
- 2011 MC16
- 2011 ME16
- 2011 MF16
- 2011 MG16
- 2011 MH16
- 2011 MJ16
- 2011 MK16
- 2011 MM16
- 2011 MN16
- 2011 MO16
- 2011 MP16
- 2011 MQ16
- 2011 MR16